# Opvoerset
Een opvoerset (of opvoerkit) is een pakket met materialen om een motor sneller te maken (het motorvermogen te vergroten). 
Met name voor bromfietsen zijn dergelijke opvoersets populair, maar ook voor motorfietsen, waarvoor er geen bepalingen zijn die het vermogen beperken, bestaan ze. Het merk Harley-Davidson verkoopt zelf onder de naam Screamin' Eagle kit allerlei accessoiresets, waaronder ook opvoersets. Ze zijn er zelfs in onderdelen:
- De Big Bore kit dient om de cilinders op te boren en bevat ook grotere zuigers.
- De Stroker kit bevat een andere krukas om de slag te verlengen
- De Sidewinder kit bevat beide andere kits.

Voor wegrace-motoren zijn zogenaamde racekits beschikbaar. Dit zijn speciale onderdelensets om hetzij een gewone motor raceklaar te maken, hetzij een productieracer nog sneller te maken. Sommige merken leveren diverse kits zodat ieder zijn motor naar zijn eigen (financiële) mogelijkheden kan opvoeren. Racekits worden vaak aangeduid met een letter: A-kit, B-kit enz. Met behulp van een racekit kan een motor geschikt gemaakt worden voor de goedkopere klassen die vaak in Nationale races gebruikt worden, maar uiteindelijk kan men het niveau van een fabrieksracer benaderen.
In Japan noemt men een opvoerset of opvoerkit een "Hot-up kit"